# Sphagnum flaccidum
Sphagnum flaccidum är en bladmossart som beskrevs av Bescherelle 1877. Sphagnum flaccidum ingår i släktet vitmossor, och familjen Sphagnaceae. Inga underarter finns listade i Catalogue of Life.